# Sicanes
Les Sicanes (en latin classique : Sǐcāni, -ōrum) sont un ancien peuple de la Sicile.

## Hypothèses
Dans sa Guerre du Péloponnèse (VI, 2, 2), Thucydide indique que les Sicanes se partagent la Sicile occidentale avec les Élymes lors de la colonisation grecque, mais qu'ils auraient été les premiers à habiter historiquement l'île. Selon l'hypothèse sicane qu'il retranscrit, ils seraient indigènes, mais l'historien grec privilégie une immigration depuis la péninsule ibérique. Il les considérait en effet comme des Ibères (Ǐbēri, -ōrum) ayant habité les rives du fleuve Sicano) avant d'en être chassés par les Ligures (Lǐgǔres, -um) de la future Provence, d'où ils auraient alors gagné la Sicile. C'est d'eux que l'île, qui s'appelait Trinacrie (Trĩnǎcrǐa, -ae) ou Trinacride (Trĩnǎcris, -ǐdis), ainsi nommée de ses trois pointes, aurait tiré son nom de Sicanie (Sīcǎnǐa, -ae).
D'après des propos de Favorin d'Arles, rapportés par Aulu-Gelle, les Anciens considéraient les Sicanes, avec les Aurunces et Pélasges, comme les premiers habitants de l'Italie. Les Sicanes figurent sur la liste des trente « peuples albains » (populi Albenses) qui nous a été conservée par Pline l'Ancien.
Selon Diodore de Sicile, les Sicanes forment un peuple agricole qui occupe, initialement sur toute l’île, « des bourgs et des villes construits sur des lieux élevés, pour se garantir contre les brigands ». Leurs différentes tribus « n’obéissaient point à un même roi, car chaque ville avait son chef ». Des éruptions de l’Etna les auraient ensuite poussés vers l’ouest.
Les Sicanes étaient donc d'implantation très ancienne, peut-être contemporaine des populations mégalithiques présentes en Méditerranée durant la Protohistoire. Les Sicanes subirent ensuite l'arrivée des Élymes, lesquels seraient selon Thucydide, des exilés Troyens, puis celle des Sicules, venus, eux, du continent italien par le détroit de Messine pour fuir les Opiques. Ils défirent les Sicanes et les repoussèrent vers le sud et l'ouest de l'île. À l'époque de Thucydide, des Sicanes habitaient encore l'ouest de l'île, ce fait est confirmé par les fouilles archéologiques entreprises par Luigi Bernabo Brea, qui retrouve des preuves d'une présence en Sicile occidentale et méridionale des Sicanes.
Le premier roi des Sicanes aurait été Cocalos auprès de qui s'est réfugié Dédale. Camicos, capitale de Cocalos, pourrait être Sant'Angelo Muxaro. Des vestiges de la langue sicane persistent dans les toponymes comme Crimisos, Éryx ou Inessa et dans des graffiti trouvés sur des tessons de l’acropole de Gela.
Ammien Marcellin dénonce la pratique des avocats d'Orient qui invoquaient les lois des Aurunces et des Sicanes à des fins dilatoires ou pour faire absoudre les parricides.

## Génétique
Une étude de paléogénétique montre que les individus sicanes de l'Âge du Fer possèdent un profil génétique proche. Ces anciens individus sont composés de quatre ascendances principales : chasseurs-cueilleurs de l'ouest (6,4 %), premiers agriculteurs européens (76,4 %), fermiers d'Iran (6,3 %) et pasteurs des steppes (10,9 %). Par rapport au précédent groupe sicilien de la fin de l'Âge du Bronze, les Sicanes ont un peu plus d'ascendance iranienne, ce qui suggère un flux de gènes venus de l'extérieur entre l'Âge du Bronze et l'Âge du Fer. La plupart des anciens Sicanes étudiés sont de l'haplogroupe du chromosome Y G-Z1903. on trouve néanmoins un individu qui possède l'haplogroupe R1b-DF27 comme les anciens Siciliens de la culture campaniforme.